# タケウチカズヒロ
タケウチカズヒロ（1985年12月11日 ‐ ）は、日本のベーシストであり、ロックバンド・フラチナリズムのメンバーである。東京都台東区出身。

## 人物
フラチナリズムのベース担当。
タケウチは出身地である東京でバンド活動していたが、そのバンドを辞め、ベーシストとして色々なバンドのサポートメンバーとして活動をしていた。友人から誘われたのがきっかけで、フラチナリズムの前身バンド「マニシェ」のサポートメンバーとして活動する事になる。
2011年5月19日、正式にフラチナリズムのメンバに加入。バンド活動をメインに映画、大衆演劇、MCなどマルチな活動をしている。

## 出演
※「タケウチカズヒロ」名義のソロ活動のみ。

### 映画
2018年
- 「夫婦だし」

4月13日、多摩地区最大の山車まつり「八王子まつり」を題材にした映画「夫婦だし」の上映会が行われる。

### ラジオ
- Tokyo Star Radio(八王子FM 77.5MHz)[3]